# Armistițiul de la Focșani (1917)
Armistițiul de la Focșani a fost un acord internațional încheiat între guvernele român și rus - pe de o parte - și guvernele Triplei Alianțe, având ca obiect principal suspendarea ostilităților pe Frontul Român, pe timpul Primului Război Mondial. Armistițiul a fost semnat la 26 noiembrie/9 decembrie 1917 la Focșani. Din partea română a fost semnat de colonelul Alexandru Lupescu, iar din partea Puterilor Centrale de generalul Curt von Morgen.:p. 203

## Negocierile în Focșani
Negocierile de la Focșani au început pe 7 decembrie. Mackensen l-a numit pe liderul Corpului de rezervă I, locotenentul general Curt von Morgen, ca negociator german, iar partea austriacă l-a numit pe general-maiorul Oskar Hranilović von Czvetassin, fostul șef al Biroului de evidență (Evidenzbureau). Aliații Bulgariei și Imperiului Otoman erau reprezentați de ofițeri de rang inferior. Rușii l-au trimis pe generalul Anatoli Keltschewski, comandantul armatei. 9 a, ca șef al delegației, iar românii pe adjunctul lor, Alexandru Lupescu.
După o întrerupere a negocierilor, contractul a fost semnat de plenipotențiari în data de 9 decembrie la 22:30. 

## Prevederi
Acordul de armistițiu prevedea suspendarea ostilităților începând cu data de 26 noiembrie/9 decembrie 1917, orele 23.30, prevăzând totodată și interdicția de a se retrage trupe de pe front.:p. 669

### Galerie

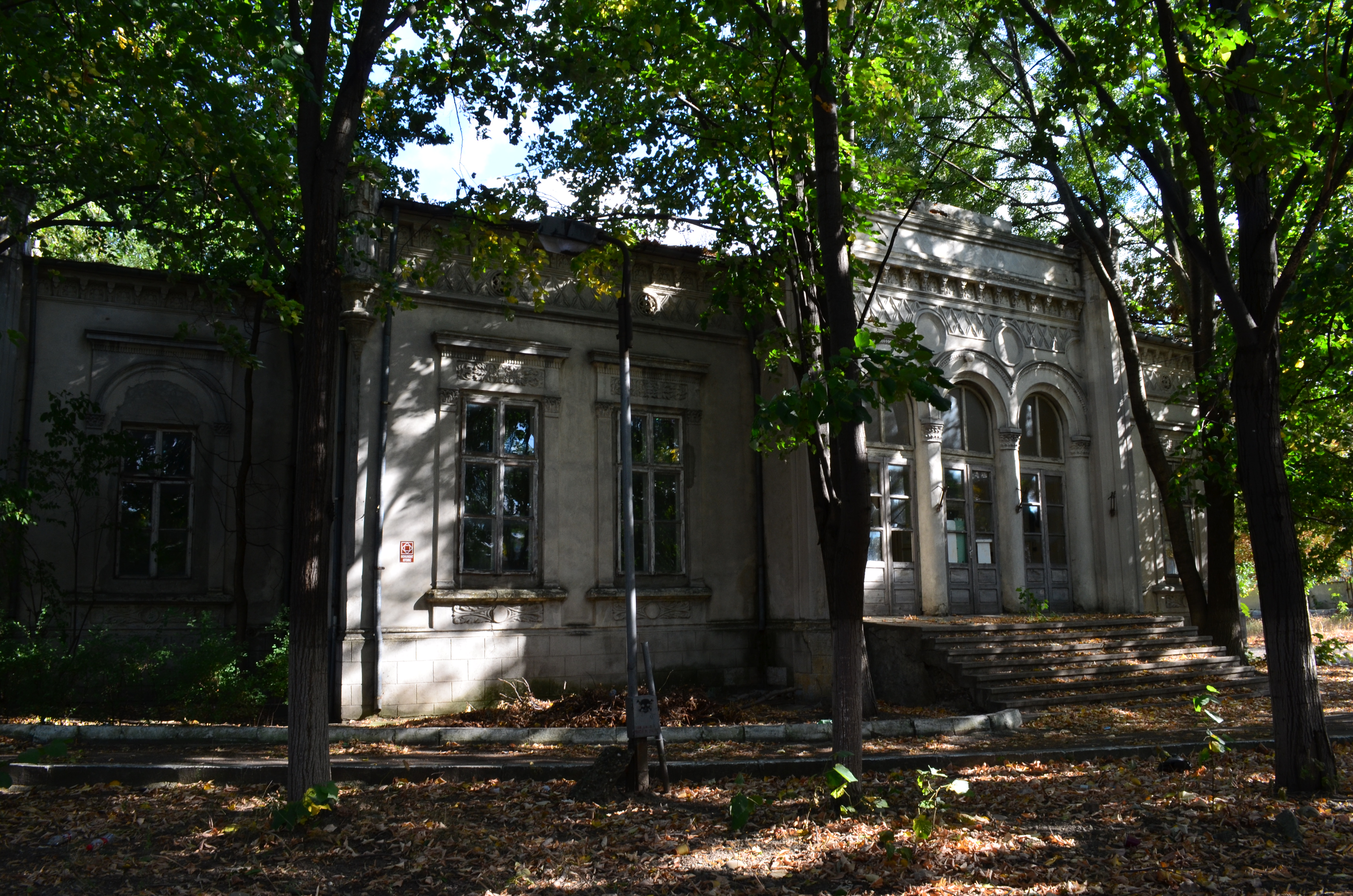
Casa unde s-a negociat și semnat armistițiul. Azi „Casa Apostoleanu”, monument istoric (foto 2014)
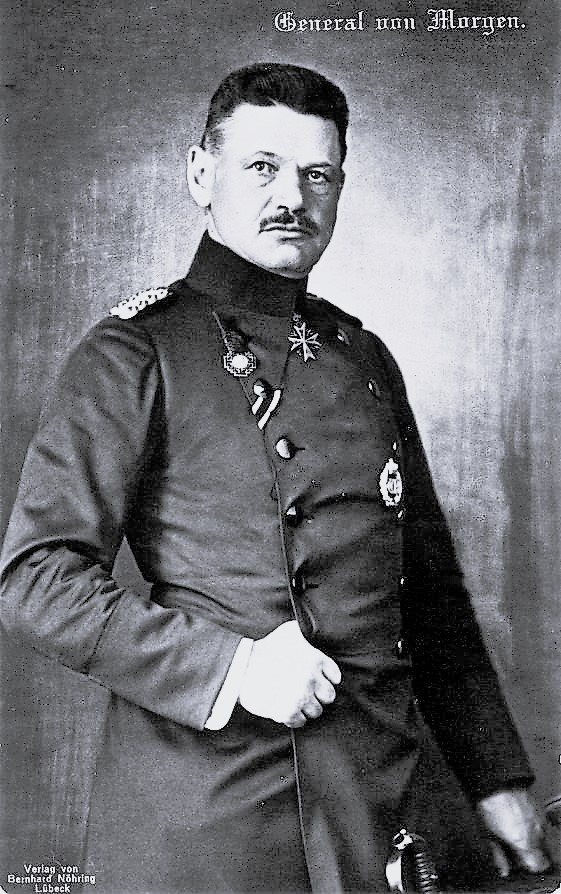
Kurt von Morgen, negociator german din partea austriacă
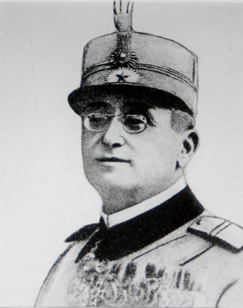
Alexandru Lupescu, șef al delegației din partea română